# Grand Prix d'Isbergues 2018
Le Grand Prix d'Isbergues 2018 est la 72e édition de cette course cycliste sur route. Il a eu lieu le 23 septembre 2018. Il fait partie du calendrier UCI Europe Tour 2018 en catégorie 1.1. C'est également la quatorzième épreuve de la Coupe de France de cyclisme sur route 2018.

## Présentation

### Équipes
Classé en catégorie 1.1 de l'UCI Europe Tour, le Grand Prix d'Isbergues est par conséquent ouvert aux UCI WorldTeams dans la limite de 50 % des équipes participantes, aux équipes continentales professionnelles, aux équipes continentales et aux équipes nationales.
| N.      | Code | Équipe                        |
| ------- | ---- | ----------------------------- |
| 1-7     | ALM  | AG2R La Mondiale              |
| 11-17   | QST  | Quick-Step Floors             |
| 21-27   | GFC  | Groupama-FDJ                  |
| 31-37   | BOH  | Bora-Hansgrohe                |
| 41-47   | TFS  | Trek-Segafredo                |
| 51-57   | DDD  | Team Dimension Data           |
| 61-67   | BMC  | BMC Racing Team               |
| 71-77   | COF  | Cofidis                       |
| 81-87   | WGG  | Wanty-Groupe Gobert           |
| 91-97   | TDE  | Direct Énergie                |
| 101-107 | EUS  | Euskadi Basque Country-Murias |

| N.      | Code | Équipe                       |
| ------- | ---- | ---------------------------- |
| 111-117 | VCC  | Vital Concept Cycling Club   |
| 121-127 | HBA  | Hagens Berman-Axeon          |
| 131-137 | FST  | Fortuneo-Samsic              |
| 141-147 | WVA  | WB-Aqua Protect-Veranclassic |
| 151-157 | DMP  | Delko Marseille Provence KTM |
| 161-167 | SVB  | Sport Vlaanderen-Baloise     |
| 171-177 | RLM  | Roubaix Lille Métropole      |
| 181-187 | AUB  | St Michel-Auber 93           |
| 191-196 | SNE  | Sovac-Natura4Ever            |
| 201-207 | TIS  | Tarteletto-Isorex            |

## Récit de la course
En raison de la pluie et du vent, le parcours a été raccourci. Quatre tours de circuit ont été parcourus au lieu de six pour une distance totale de 173,5 kilomètres.
Philippe Gilbert remporte sa course de reprise après sa chute sur le Tour de France. Il remporte là sa seule victoire de la saison.

## Classements

### Classement final
| Classement | Classement         | Classement  | Classement               | Classement         |
|            | Coureur            | Pays        | Équipe                   | Temps              |
| ---------- | ------------------ | ----------- | ------------------------ | ------------------ |
| 1er        | Philippe Gilbert   | Belgique    | Quick-Step Floors        | en 4 h 15 min 32 s |
| 2e         | Christophe Laporte | France      | Cofidis                  | + 1 s              |
| 3e         | Florian Sénéchal   | France      | Quick-Step Floors        | + 5 s              |
| 4e         | Mark McNally       | Royaume-Uni | Wanty-Groupe Gober       | + 19 s             |
| 5e         | Samuel Dumoulin    | France      | AG2R La Mondiale         | + 29 s             |
| 6e         | Valentin Madouas   | France      | Groupama FDJ             | + 29 s             |
| 7e         | Jasper Philipsen   | Belgique    | Hagens Berman-Axeon      | + 1:03 s           |
| 8e         | Julien Vermote     | Belgique    | Dimension Data           | + 1:03 s           |
| 9e         | Oliver Naesen      | Belgique    | AG2R La Mondiale         | + 1:08 s           |
| 10e        | Thomas Sprengers   | Belgique    | Sport Vlaanderen-Baloise | + 3:32 s           |
| modifier   |                    |             |                          |                    |